# Louis Désiré Blanquart-Evrard
Louis Désiré Blanquart-Evrard (Lille, 2 de agosto de 1802 – ib., 28 de abril de 1872) fue un fotógrafo y editor francés conocido por inventar el procedimiento de la copia a la albúmina. Presentó su invento en la Academia de artes de París el 27 de mayo de 1850.
Era un comerciante de ropa que en la década de 1840 se empezó a interesar por la fotografía. Estudió el calotipo y en 1847 fue el primero en difundir este procedimiento en Francia, mejorando sustancialmente el proceso al emplear nitrato de plata, yoduro de potasio y situando el papel húmedo directamente en la cámara entre dos cristales. En 1850 desarrolló y publicó la técnica de la copia en papel a la albúmina, que alcanzó pronto un gran éxito.
En 1851 fundó cerca de Lille la Imprimerie Photographique, una editorial de arte a gran escala con cerca de cuarenta empleados, que difundió las imágenes de otros fotógrafos franceses, como Hippolythe Bayard, Marville, Le Secq o Salzmann en grandes álbumes fotográficos. En 1854 fue miembro fundador de la Sociedad Francesa de Fotografía.